# Gerard King
Pour les articles homonymes, voir King.
Gerard King, né le 25 novembre 1972 à La Nouvelle-Orléans (Louisiane), aux États-Unis, est un joueur américain de basket-ball. Il évolue au poste d'ailier fort. 

## Palmarès
- Médaillé de bronze au championnat du monde 1998
- Champion NBA 1999 avec les Spurs de San Antonio